# HMS Taurus (P399)
O HMS Taurus era um submarino da classe T da Segunda Guerra Mundial, construído por Vickers Armstrong, Barrow .

## Carreira

#### Como HMSTaurus
A quilha do submarino foi iniciada em 30 de setembro de 1941 e lançado em 27 de junho de 1942. Taurus  (Touro) foi comissionado em 3 de novembro de 1942 com o número de amura P339 da flâmula. Ela serviu no Mediterrâneo e no Extremo Oriente do Pacífico durante a Segunda Guerra Mundial. Enquanto servia no Mediterrâneo, afundou o pequeno mercador francês Clairette, o espanhol Bartolo, o italiano Derna, o rebocador francês Ghrib e duas barcaças, o português SS Santa Irene, o pequeno navio-tanque italiano Alcione C., o veleiro italiano Luigi, vinte e oito embarcações à vela gregas e o pequeno navio grego Romano . Ela também danificou mais dois navios e o comerciante grego Konstantinos Louloudis. Foi durante esse período na costa grega que ela teve a distinção incomum de envolver uma unidade de cavalaria búlgara enquanto bombardeava um pequeno porto.
Ela foi transferida para o Extremo Oriente para operar contra os japoneses, onde afundou o submarino japonês I-34, dois rebocadores japoneses e uma barcaça e o navio de resgate japonês Hokuan I-Go . Ela também colocou várias minas, que danificaram o submarino japonês I-37 e afundaram o navio de transporte japonês Kasumi Maru.
Tendo sobrevivido à guerra, Taurus foi transferido para a Marinha Real da Holanda em 4 de junho de 1948 e comissionado em serviço no mesmo dia. Ela foi renomeada para Dolfijn.

### Como HNLMSDolfijn
Dolfijn teve uma carreira relativamente tranquila, fazendo vários cruzeiros antes de ser desativado em 7 de novembro de 1953 e transferido de volta para a Marinha Real.

### Como HMSTaurusnovamente
Dolfijn foi recomissionado para a Marinha Real em 8 de dezembro de 1953 e o seu nome retornou ao HMS Taurus original. Ele serviu por mais sete anos antes de ser vendido para ser desmantelado em abril de 1960.

## Publicações
- Colledge, J. J.; Warlow, Ben (2006) [1969]. Ships of the Royal Navy: The Complete Record of all Fighting Ships of the Royal Navy Rev. ed. London: Chatham Publishing. ISBN 978-1-86176-281-8. OCLC 67375475
- Hutchinson, Robert (2001). Jane's Submarines: War Beneath the Waves from 1776 to the Present Day. London: HarperCollins. ISBN 978-0-00-710558-8. OCLC 53783010